# Mimela nana
Mimela nana är en skalbaggsart som beskrevs av Lansberge 1879. Mimela nana ingår i släktet Mimela och familjen Rutelidae. Inga underarter finns listade i Catalogue of Life.